# Soteria
Pour les fêtes de la Grèce antique, voir Soteria.

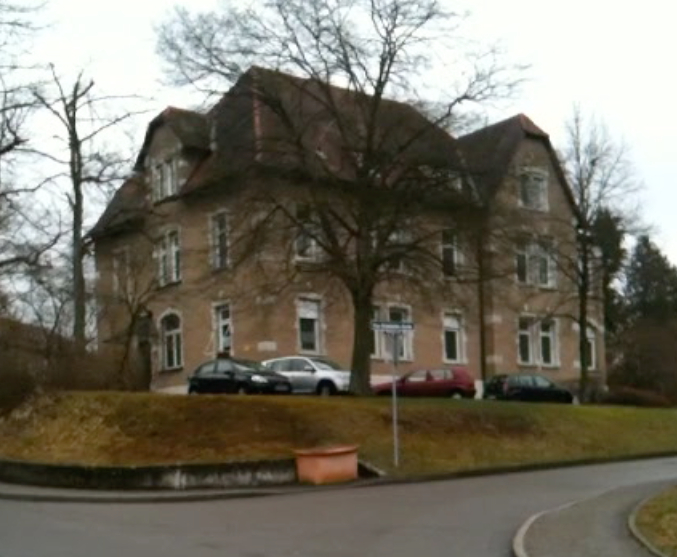
Soteria, Zwiefalten, Allemagne (2011)

Soteria (« maison Soteria », Soteria house en anglais)  est un modèle de communauté proposant un espace pour des personnes traversant des crises émotionnelles extrêmes. 

## Principes
Les maisons Soteria, fondées sur le modèle du rétablissement, se distinguent par plusieurs principes fondamentaux qui définissent leur approche unique dans le traitement des troubles psychiques :
1. Personnel non-professionnel : Les maisons Soteria emploient principalement du personnel non-médical. Selon Calton et al. (2008), cette approche vise à créer un environnement moins institutionnel et plus accueillant pour les résidents[1].
2. Respect de l'autonomie : Les maisons Soteria mettent l'accent sur la préservation du pouvoir personnel des résidents, de leurs réseaux sociaux et de leurs responsabilités communautaires. Cela favorise l'autonomie et l'indépendance des usagers, comme le soulignent Mosher et Burti (1994)[2].
3. Approche phénoménologique : Le personnel adopte une position de "être avec" les résidents, cherchant à comprendre et donner un sens à leurs expériences psychotiques. Cette approche, décrite par Ciompi et Hoffman (2004), vise à développer une compréhension partagée des symptômes dans le contexte social individuel[3].
4. Usage minimal de médicaments : Les maisons Soteria privilégient une approche avec peu ou pas de médicaments antipsychotiques. Bola et Mosher (2003) ont montré que cette approche peut être aussi efficace que le traitement hospitalier traditionnel pour réduire les symptômes psychotiques[4].
5. Absence de coercition : Les maisons Soteria rejettent toute forme de coercition, même psychologique, pour obtenir l'adhésion au traitement. Cette approche non coercitive est un élément clé du modèle Soteria, comme le soulignent Mosher et al. (1995)[4].
6. Environnement familial : Les maisons Soteria offrent un cadre de vie ressemblant à un domicile, favorisant un sentiment de communauté et de normalité. Cette caractéristique est mise en évidence par Ciompi (2017) comme un élément crucial du modèle Soteria[5]

Ces éléments combinés créent un environnement thérapeutique unique, visant à faciliter le rétablissement des personnes en crise psychotique d'une manière plus humaine et moins médicalisée que les approches psychiatriques traditionnelles.

## Historique
Le projet Soteria a été initié par le psychiatre Loren Mosher à San Jose, en Californie, en 1971. Une installation de reproduction appelée « Emanon » fut ensuite ouverte en 1974 dans une autre ville de la banlieue de la baie de San Francisco,. Ce projet novateur visait à offrir une alternative à l'hospitalisation psychiatrique conventionnelle pour les personnes vivant un premier épisode de psychose. L'approche de Mosher était influencée par diverses écoles de pensée, notamment la philosophie du traitement moral, les travaux de Harry Stack Sullivan et la psychanalyse. 
Des études menées sur le projet Soteria ont démontré son efficacité pour réduire les taux de réhospitalisation et abaisser les coûts par rapport au traitement hospitalier traditionnel. Le projet a atteint ces résultats en favorisant l'autonomie des résidents, qui participaient à des tâches quotidiennes telles que la préparation des repas et les travaux ménagers. Cette approche permettait non seulement de diminuer les dépenses, mais aussi de renforcer le sentiment de communauté et la responsabilité personnelle des résidents. 
Bien que ses résultats soient prometteurs, le projet Soteria a dû faire face à des obstacles et a fini par perdre son financement en 1983. Mosher a attribué cette fermeture au succès du projet, qui remettait en question le modèle biologique dominant du traitement des maladies mentales. Il estimait que les résultats positifs de l’approche Soteria représentaient une menace pour les pratiques psychiatriques établies et les intérêts de l’industrie pharmaceutique. 
Cependant, le modèle Soteria a depuis été adopté et adapté dans plusieurs pays à travers le monde. Des établissements inspirés de Soteria ont été créés dans plusieurs pays européens, notamment la Suisse, l'Allemagne et la Hongrie.  

## Résultats
Dans les années 1970, Mosher a organisé une étude comparant le risque de rechute des schizophrènes après un séjour à Soteria ou au Community Mental Health Center (CMHC). Les résultats ont été les suivants :
|                                                                     | 6 mois  | 12 mois | 18 mois | 24 mois |
| Comparaison des programmes                                          |         |         |         |         |
| Soteria (N = 32)                                                    | 74,19 % | 70,74 % | 52,28 % | 47,53 % |
| CMHC (N = 36)                                                       | 58,33 % | 41,67 % | 38,89 % | 38,39 % |
| Comparaison des programmes en fonction de la prise de neuroleptique |         |         |         |         |
| Soteria Aucun neuroleptique (N = 26)                                | 84,62 % | 80,49 % | 58,33 % | 52,49 % |
| CMHC Neuroleptique puis sevrage (N = 18)                            | 83,33 % | 55,56 % | 50 %    | 50 %    |
| CMHC neuroleptique continu (N = 18)                                 | 33,33 % | 27,78 % | 27,78 % | 27,78 % |

Remarques: l'échantillon de l'étude est très faible. Les résultats du groupe CMHC neuroleptique continu sont exceptionnellement mauvais. Les patients restaient environ 5 mois à Soteria, et souvent moins d'un mois au CMHC.
Néanmoins les résultats de Soteria sont très bons, en particulier dans le groupe sans neuroleptique.